# Vlattener Bach zwischen Merzenich und Lövenich
Koordinaten: 50° 40′ 11″ N, 6° 38′ 45″ O

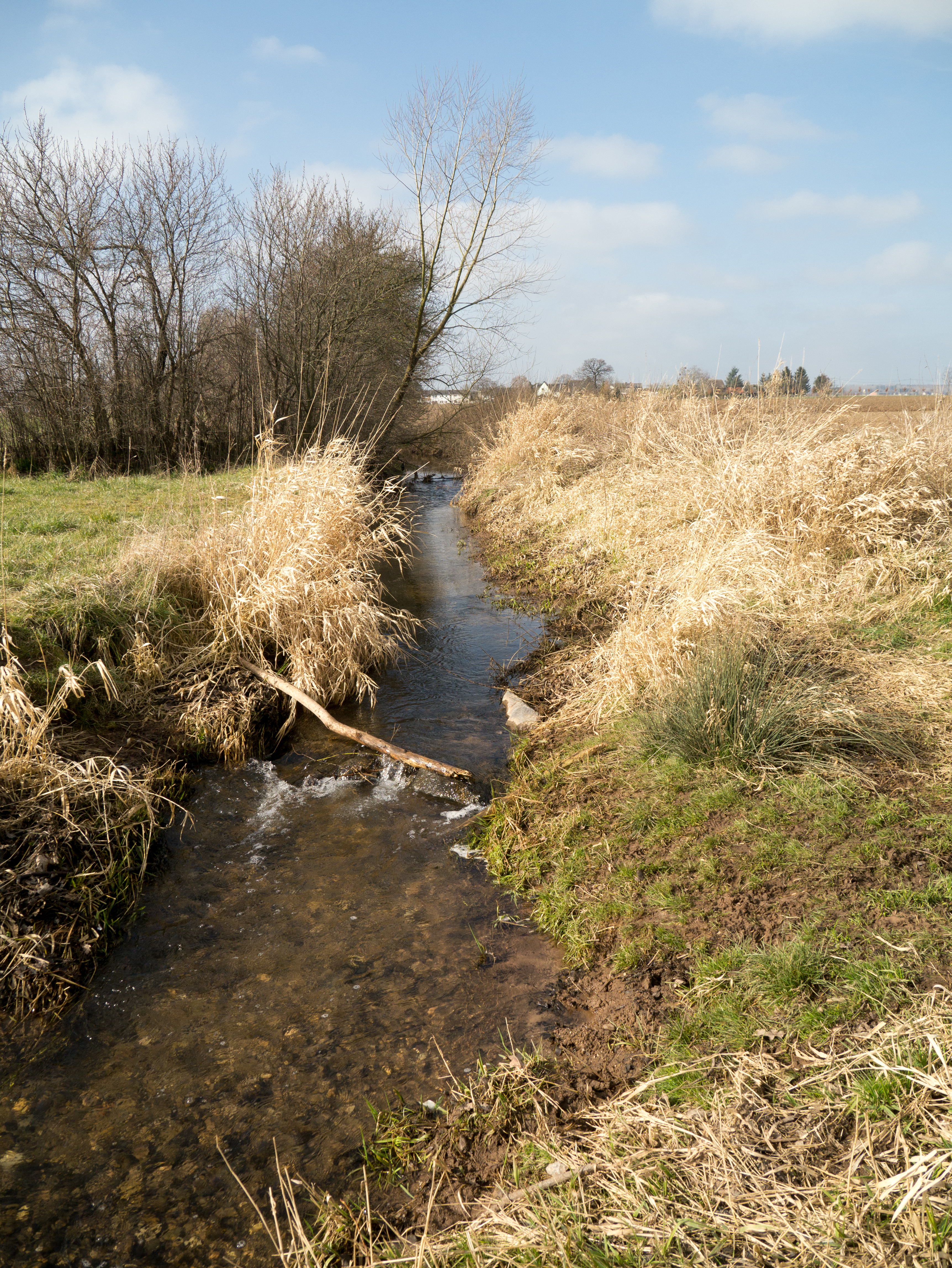
Naturschutzgebiet Vlattener Bach zwischen Merzenich und Lövenich (März 2016)

Das Naturschutzgebiet Vlattener Bach zwischen Merzenich und Lövenich liegt auf dem Gebiet der Stadt Zülpich im Kreis Euskirchen in Nordrhein-Westfalen.
Das aus zwei Teilflächen bestehende Gebiet erstreckt sich südlich der Kernstadt Zülpich, nordöstlich von Merzenich und westlich und südwestlich von Lövenich entlang des Vlattener Baches. Durch das Gebiet hindurch verläuft die B 477, unweit nördlich liegt der etwa 85 ha große Zülpicher See.

## Bedeutung
Für Zülpich ist seit 2008 ein 22,79 ha großes Gebiet unter der Kenn-Nummer EU-173 als Naturschutzgebiet ausgewiesen. Das Gebiet wurde unter Schutz gestellt, um den Lebensraum für viele, nach der Roten Liste in Nordrhein-Westfalen bedrohte, gefährdete und seltene Tier- und Pflanzenarten zu erhalten.